# Jeanna Bauck
Jeanna Bauck (19 août 1840 - 27 mai 1926) est une peintre suédo-allemande connue pour ses paysages et ses portraits, pour sa carrière d'éducatrice, ainsi que pour ses amitiés avec Bertha Wegmann et Paula Modersohn-Becker. 

## Biographie
Jeanna Bauck est née en 1840. Elle est la fille d'un compositeur et critique musical né en Allemagne, Carl Wilhelm Bauck (1808-1877) et d'une mère suédoise, Dorothea Fredrique (1806-?), née Hansson. Elle a une sœur, Hanna Lucia Bauck et deux frères aînés, Emanuel Bauck et Johannes Bauck. Jeanna est élevée à Stockholm où elle étudie avec une autre jeune femme qui devient une amie proche, la portraitiste danoise Bertha Wegmann. Elle reste en Suède jusqu'en 1863, date à laquelle elle s'installe en Allemagne pour étudier la peinture. 

### Carrière
Son éducation artistique commence chez Adolf Ehrhardt à Dresde, se poursuit chez Albert Flamm à Düsseldorf, puis Joseph Brandt à Munich. La majorité de sa formation au paysage se fait à Munich, sous la tutelle de Johann Diedrich Christian Langko qui a notamment été inspiré tout au long de sa carrière par l'école de peinture de Barbizon. La plupart des peintures de Bauck, à l'instar de celles de son professeur, seront rattachées au style de l'école de Barbizon. 

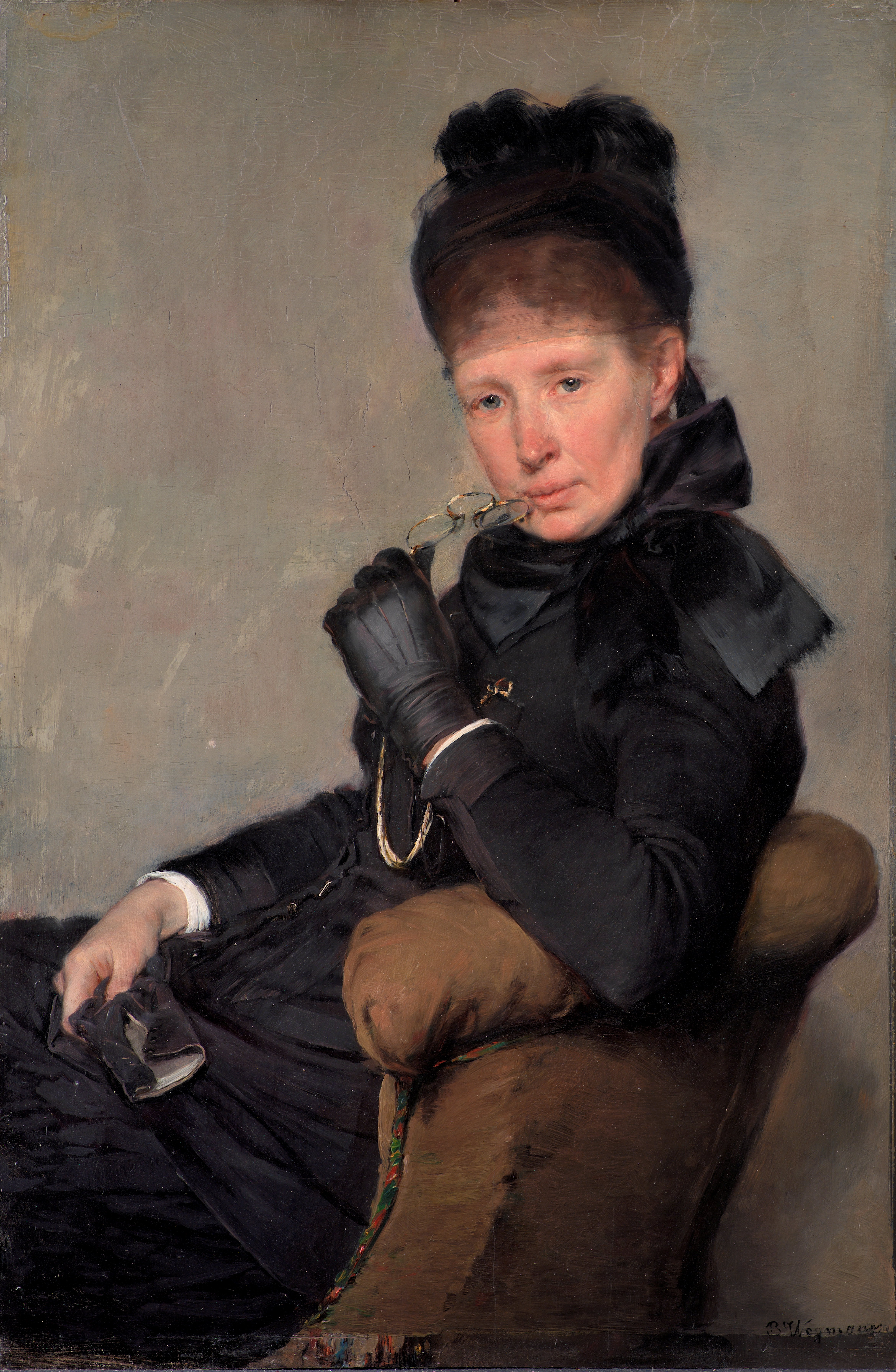
Portrait de Jeanna Bauck, par Bertha Wegmann en 1887.

Jeanna Bauck commence sa carrière en peignant presque exclusivement des paysages et connait un succès modéré. Elle s'adonne ensuite également à la peinture de portrait et, vers la fin des années 1890, elle produit à part égale dans ces deux genres. Elle remporte des prix lors d'expositions en Allemagne et à l'étranger et est exposée à plusieurs reprises par des galeries à Stockholm et à Trieste. 
En 1880, elle s'installe à Paris et partage un studio avec son amie Bertha Wegmann. Elle peint alors un portrait de Wegmann intitulé L’artiste danoise Bertha Wegmann peignant un portrait, et Wegmann  peint, parmi une vingtaine de portraits, son célèbre portrait de Bauck, Målarinnan Jeanna Bauck. Pendant leur séjour à Paris, Bauck et Wegmann représentent toutes deux des œuvres les salons parisiens de 1881 et 1882. 
Elle expose des œuvres à l'Exposition universelle de Chicago de 1893 et ses peintures Woodland Lake et Portrait d'un homme ont été incluses dans l'ouvrage de 1905 intitulé Women Painters of the World,. 
En 1897, Bauck vit à Berlin et donne des cours de peinture de nuit à l’Association of Berlin Arts. C'est ici qu'elle a rencontré et s'est ensuite liée d'amitié avec une élève, Paula Modersohn-Becker, alors âgée de 21 ans, qui décrira plus tard Bauck comme son professeur préféré. Becker deviendra une peintre expressionniste précoce très influente. 
En 1926, Jeanna Bauck meurt à Munich, en Allemagne, à l'âge de 85 ans.

## Galerie

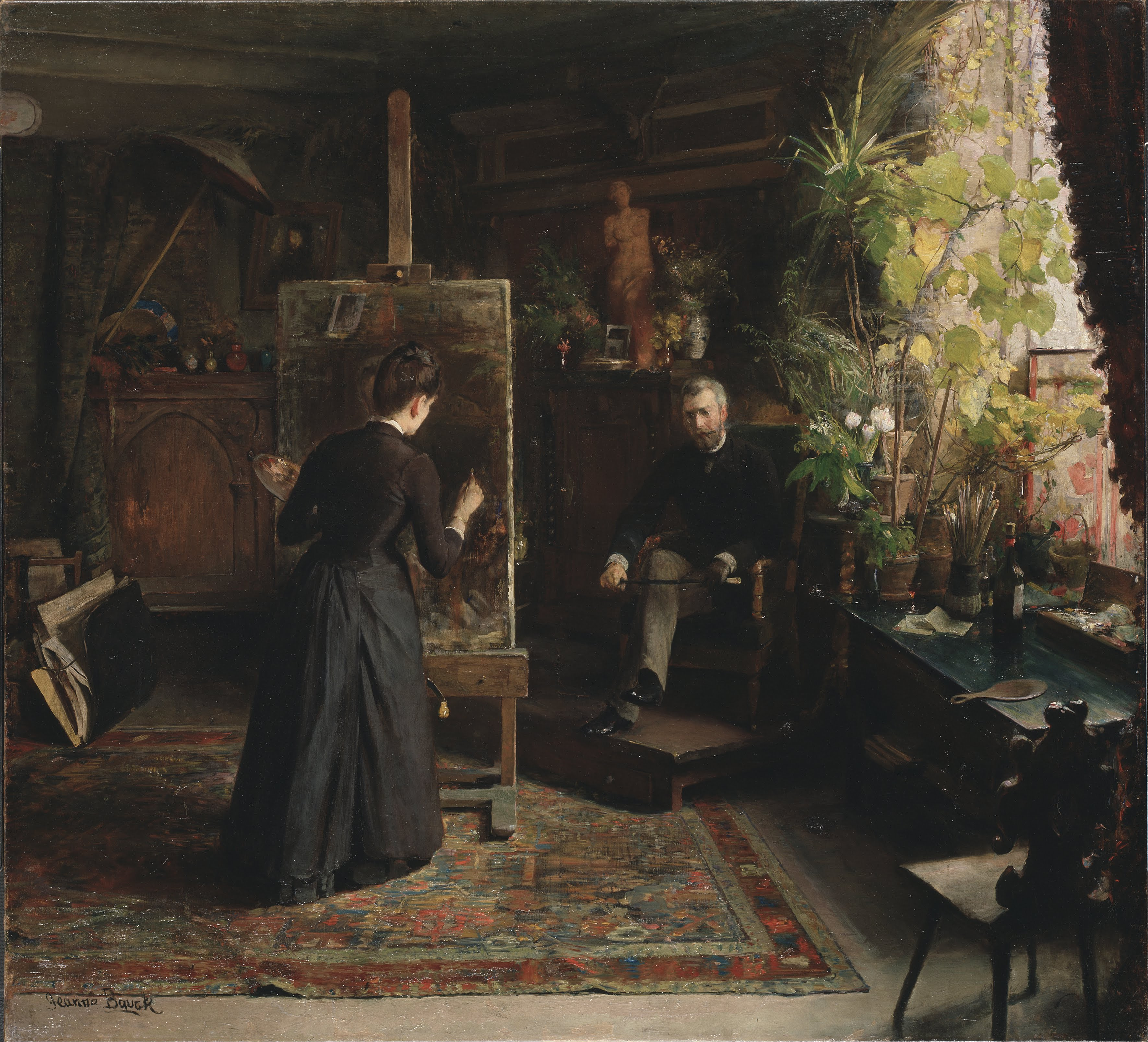
Bertha Wegmann peignant un portrait
La sœur du peintre, 1900.
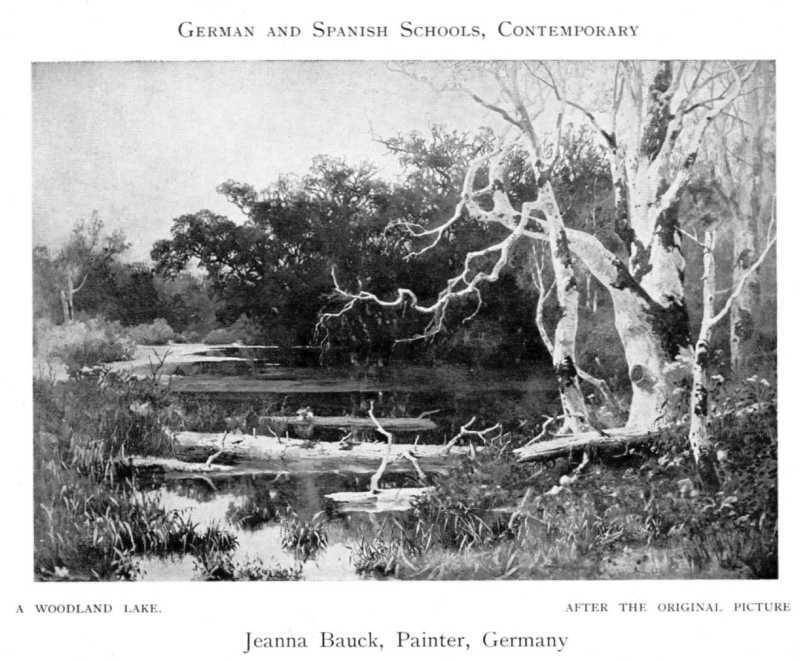
Woodland Lake (Un lac boisé), 1905.
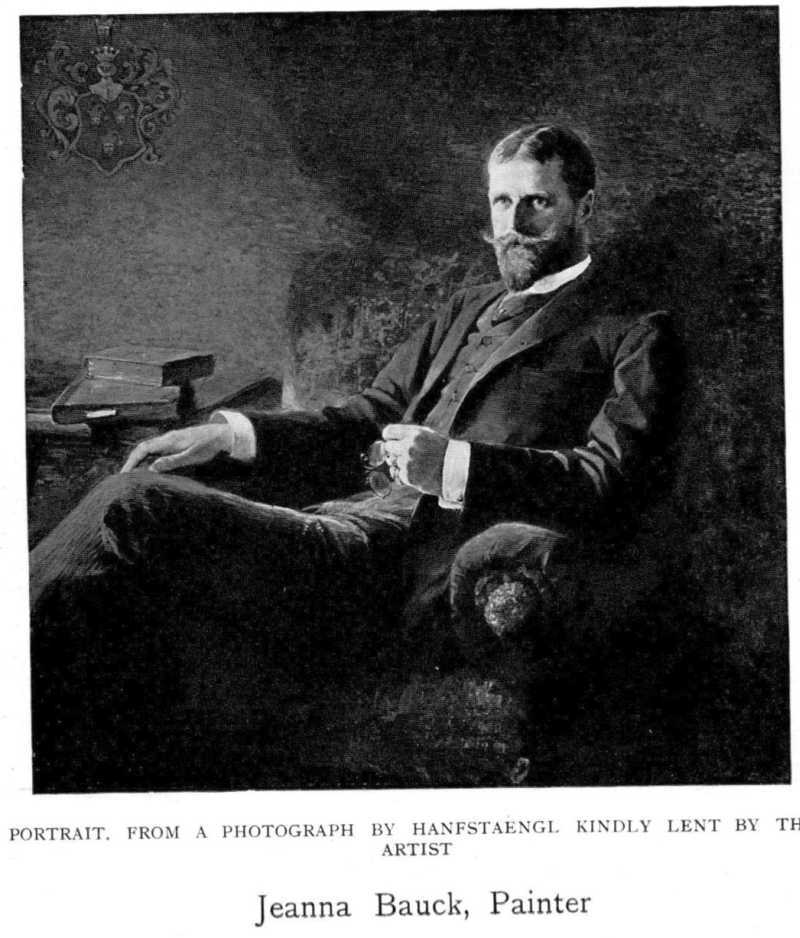
Portrait d'un homme, 1905.
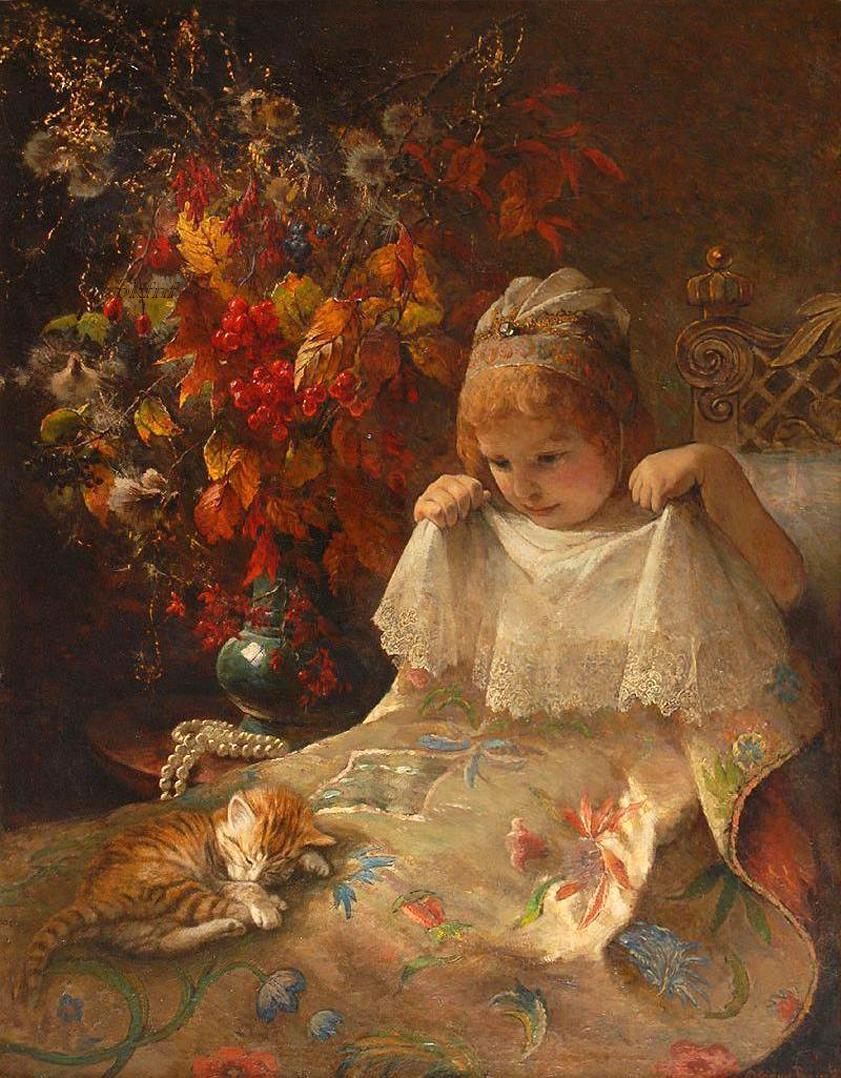